# Żelazna (powiat de Grójec)
Pour les articles homonymes, voir Żelazna.
Żelazna (prononciation : [ʐɛˈlazna]) est un village polonais de la gmina de Chynów dans le powiat de Grójec de la voïvodie de Mazovie dans le centre-est de la Pologne.
Il se situe à environ 7 kilomètres au sud-est de Chynów (siège de la gmina), 21 km à l'est de Grójec (siège du powiat) et à 40 km au sud de Varsovie (capitale de la Pologne).
Le village possède approximativement une population de 80 habitants.

## Histoire
De 1975 à 1998, le village appartenait administrativement à la voïvodie de Radom.